# 수주고등학교
수주고등학교(樹州高等學校)는 대한민국 경기도 부천시 오정구 고강동에 있는 공립 고등학교이다.

## 학교 연혁
- 2008년 2월 : 일반교실 및 특별교실 신축 완공
- 2008년 3월 : 초대 조창동 교장 취임
- 2008년 3월 : 제1회 입학식 (296명)
- 2022년 3월 : 김중한 교장 취임
- 2023년 12월 : 제14회 졸업식(7학급 141명)
- 2024년 3월 : 제17회 입학식(7학급 161명)

## 참고 자료
- 수주고등학교 - 한국교육학술정보원 학교알리미